# Пинакриптол жёлтый
Пинакрипто́л жёлтый (метилсульфат 6-этокси-1-метил-2-(3-нитро-β-стирил)хинолина) — органическое соединение, хинолиновый краситель с химической формулой C21H22N2O7S. Применяется как десенсибилизатор в фотографии.

## Физические и химические свойства
Жёлтые иглы с температурой плавления 252—254 °С.

## Получение
Из метилсульфата 6-этоксихинальдина и 3-нитробензальдегида.

## Применение
Применяется в фотографии как десенсибилизатор, обычно в виде отдельной ванны перед проявителем, где пинакриптол жёлтый содержится в виде водного раствора. Как правило, не может быть добавлен в проявитель, как некоторые другие сенсибилизаторы (например, пинакриптол зелёный), так как реагирует с  сульфитом натрия, вызывая сильную вуаль.
Находит применение в аналитической химии для определения алкилсульфатов и алкилсульфонатов методом  тонкослойной хроматографии. При обработке мокрой хроматограммы брызгами раствора, содержащего пинакриптол жёлтый, эти соединения на хроматографической пластине выделяются либо интенсивной оранжево-жёлтой флуоресценцией, либо тёмными коричневыми пятнами в ультрафиолетовом свете на фоне общего бледного свечения.